# یورگ هوفمان (لژسوار)
یورگ هوفمان (انگلیسی: Jörg Hoffmann؛ زادهٔ ۱۵ مارس ۱۹۶۳) لژسوار اهل آلمان بود.